# Area culturale
Nelle scienze etnoantropologiche, in geografia e nelle altre scienze sociali si utilizza il concetto di area culturale per indicare un'area geografica all'interno della quale vi è un certo grado di omogeneità per quanto riguarda uno, alcuni o gran parte dei tratti culturali appartenenti alla popolazione della regione. 
A seconda del contesto in cui è utilizzata l'espressione è possibile desumere se l'aspetto culturale condiviso è specifico (es. area culturale del Potlach) oppure generale (es. area culturale degli indiani delle pianure).
Tra le prime elaborazioni teoriche di questo tipo troviamo le Kulturprovinz di Friedrich Ratzel e l'individuazione intuitiva delle regioni culturali tentata da Leo Frobenius. La formalizzazione della nozione arrivò poi nella scuola antropologica americana del particolarismo storico.

## L'area culturale tra diffusionismo ed evoluzionismo
Il concetto di area culturale nacque nell'antropologia di fine Ottocento, nel contesto dei paradigmi evoluzionista e soprattutto diffusionista. In quest'ultimo quadro teorico essa rappresenta un concetto chiave: individua l'area delimitata all'interno della quale si è diffuso un determinato insieme di tratti culturali, fondamentale in un approccio che attribuisce la massima importanza alla diffusione geografica della cultura. Connessa ma non coincidente con la teorizzazione delle aree culturali fu la teoria dei Kulturkreis, che vede la presenza di "cerchi culturali" all'interno dei quali gli elementi culturali formano un complesso integrato, che si propaga da un centro alla periferia. 
Per quanto riguarda invece l'ambito evoluzionista, l'area culturale rappresenta uno spazio nel quale vi è omogeneità nello stato di avanzamento rispetto a determinati aspetti culturali (ad esempio l'area in cui l'arco ha soppiantato la lancia); il concetto risulta meno determinante, in quanto l'avanzamento ad un successivo stadio culturale non dipende dalla posizione geografica, e può quindi verificarsi indipendentemente, ovvero in contemporanea, in luoghi spazialmente distanti.
La nozione di area culturale in tale contesto storico si inserì nel dibattito sulla razza, fungendo da risposta alternativa rispetto alle ipotizzate classificazioni dei gruppi umani su basi biologiche.

## L'applicazione del concetto di area culturale all'antropologia dei nativi americani

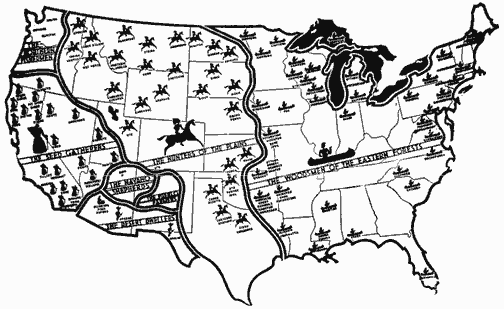
Mappa delle aree culturali individuate da Wissler

Il concetto di area culturale venne quindi elaborato prevalentemente nella tradizione americana dell'antropologia culturale, a partire dai lavori del padre della tradizione storicistica Franz Boas. Successive raffinazioni della nozione sono state effettuate da suoi allievi, quali Clark Wissler e Alfred Kroeber, analizzando il rapporto che si crea con l'ambiente naturale, con le aree culturali limitrofe e con il cosiddetto modello culturale, che indica l'insieme strutturato dei meccanismi attraverso i quali avviene l'adattamento ambiente. 
Fondamentale fu per lo studio etnografico dei nativi americani la classificazione delle varie tribù in distinte aree culturali, operata per primo da Wissler nel 1917 ed utilizzata anche per la catalogazione museale dei reperti. Kroeber tentò di individuare elementi attraverso i quali poter suddividere le aree, giungendo ad enumerare oltre 6000 caratteristiche e peculiarità. Molto in voga era il metodo dell'analisi statistica comparativa della diffusione dei tratti culturali nelle varie aree, ad esempio i lavori di George Peter Murdock sulla distribuzione delle caratteristiche linguistiche e sociali.

## Critiche al concetto
Tale stretto rapporto tra l'etnografia applicata ai nativi dell'America settentrionale ed il concetto di area culturale è uno degli elementi che hanno attirato su quest'ultimo alcune critiche mosse da antropologi di epoca più recente. Secondo tali studiosi l'identificazione delle aree nordamericane fu compiuta in modo intuitivo su una realtà che si prestava particolarmente a tale interpretazione, a causa di contingenti caratteristiche storiche, geografiche e culturali. 
Il concetto di area culturale ha avuto molto successo ed è stato quindi costantemente utilizzato anche nelle analisi condotte all'interno di paradigmi teorici successivi, anche se alcune perplessità sono state sollevate sull'arbitrarietà del processo di individuazione dei criteri di classificazione e delle frontiere degli spazi culturali. Tali critiche sono particolarmente nette nell'ambito dell'antropologia postmoderna, che criticando la reificazione della nozione stessa di "cultura" trova ovviamente in quella di "area culturale" un bersaglio doppiamente valido.